# Campanula trichocalycina
Espèce
Classification phylogénétique
Campanula trichocalycina, encore appelée Asyneuma trichocalycinum, est une espèce de plantes appartenant au genre Campanula et à la famille des Campanulaceae. On la trouve dans l'Europe du Sud et du sud-est (Italie, Balkans), ainsi qu'en Algérie.